# Параволастоніт
Параволастоніт (рос. параволластонит; англ. parawollastonite, Wollastonite-2M; нім. Parawollastonit m, Wollastonit-2M m) — мінерал, моноклінно-призматична модифікація воластоніту.

## Загальний опис
Хімічна формула: α-Ca[SiO3].
Сингонія моноклінна. Призматичний вид. Складається звичайно з тонко здвійникованих індивідів триклінного воластоніту. Спайність досконала. Густина 2,915. Твердість 5,0-5,5. Колір білий або сірий, рідше жовтуватий. Розчиняється в HCl. При температурі 1200 °С переходить у псевдоволастоніт (процес зворотний). Зустрічається в контактах магматичних порід з вапняками. Знаходиться разом з діопсидом, ґранатом, епідотом, кальцитом.
Від пара… й назви мінералу воластоніту (M.A.Peacock, 1935).